# Nadi (Yoga)
Mit Nadi (Sanskrit नाडी nāḍī, „Röhre, Ader“) werden im Yoga und im Tantra feinstoffliche Energieleitbahnen bezeichnet, die den Körper durchziehen und mit Prana (Lebensenergie) versorgen sollen. Als solche sind sie insbesondere als Verbindungen zwischen den Chakren als angenommenen Energiezentren den Körpers von Bedeutung. Konzeptuell ähneln die Nadis den Meridianen in der Traditionellen Chinesischen Medizin. Der Begriff Nadi kommt von naḍá- „Schilfrohr“, das wahrscheinlich von der Wurzel nad- „brüllen, rauschen“ abgeleitet ist.
In traditionellen Yoga-Texten finden sich unterschiedliche Angaben zur Anzahl der Nadis. In der Shivasamhita (um 1700 verfasst) ist von 350.000 Nadis die Rede, die Hatha Yoga Pradipika (aus dem 15. Jahrhundert) erwähnt 72.000 Nadis. In der Yogapraxis sind aber in erster Linie drei Hauptleitbahnen von Bedeutung, die:
- Sushumna
- Ida
- Pingala

Die meisten Nadis entspringen dem Kanda genannten Bereich am Beckenboden.
Manche Theorien gehen davon aus, dass Ida auf der rechten Seite entspringt und links der Wirbelsäule bis zum linken Nasenloch verläuft, während Pingala an der linken Seite entspringt und rechts der Wirbelsäule bis zum rechten Nasenloch verläuft. Anderen Theorien zufolge verlaufen die beiden Nadis spiralförmig und kreuzen sich auf der Höhe der Chakren. Gemäß der Yoga-Lehre wird Ida dem weiblichen Prinzip (Qualitäten: kühlend, beruhigend) und Pingala dem männlichen Prinzip (Qualitäten: erhitzend, anregend) zugeordnet. Die Sushumna stellt den mittleren Kanal dar, welcher dem Verlauf der Wirbelsäule folgt und die Chakren vertikal verbindet. Insbesondere im Tantrismus spielen die Nadi, die Kundalini, eine ätherische Schlangenkraft, die Chakren sowie Atem- und Rezitationstechniken eine wichtige Rolle für die esoterischen Ebenen des Rituals und der Yoga-Praxis.
. Von Bedeutung sind in diesem Zusammenhang die Granthis, das sind Energieblockaden in der Sushumna, die das Aufsteigen der Energien (auch der Kundalini) blockieren. Diese sollen durch spezielle Übungen oder Techniken aufgelöst werden.

Diagramm (als Position oder Asana hier des Lotossitz). 1. Mūlādhāra chakra 2. Svadisthana chakra 3. Nabhi chakra 4. Anahata chakra 5. Vishuddhi chakra 6. Agnya chakra 7. Sahasrara chakra; A. Kuṇḍalinī B. Iḍā-nāḍī C. Suṣumna-nāḍī D. Piṅgalā-nāḍī.

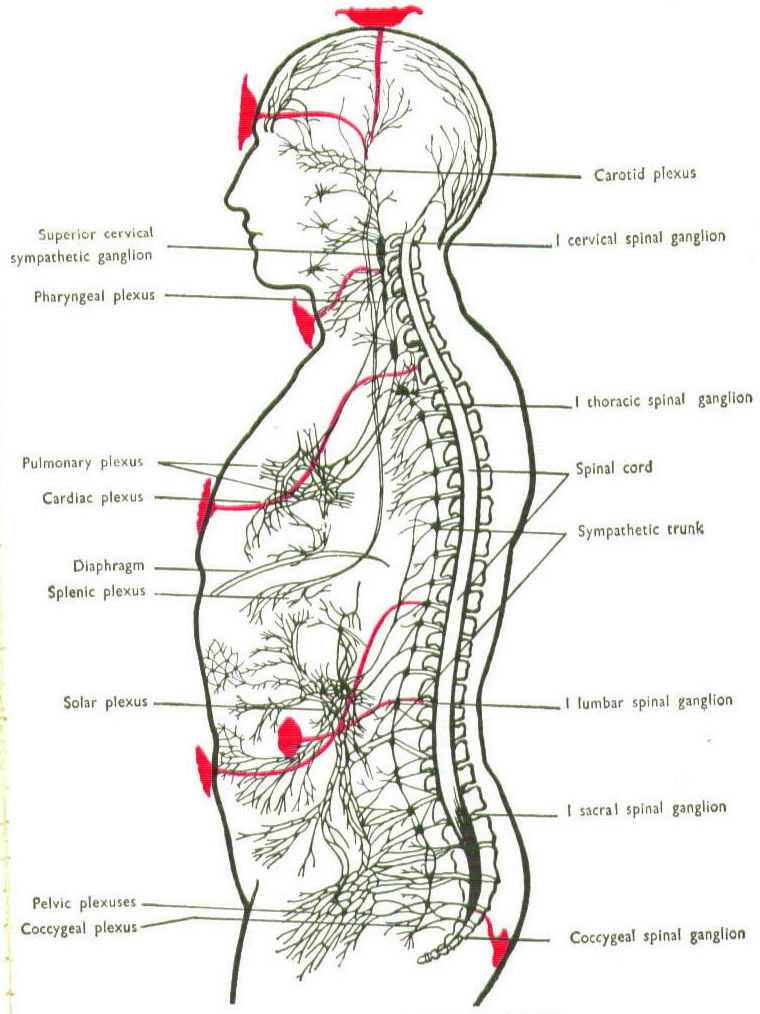
Hypothetische Zusammenhang: Die Positionen der Chakren in Bezug auf die nervösen vegetativen Plexus.

Das Vorstellungskonzept der Nadis gründet nicht in naturwissenschaftlichen Modellen. Entsprechend wird es von Anhängern dieser Lehre auch für unerheblich gehalten, ob es einen empirischen Nachweis ihrer Existenz  in dem Sinne geben kann, dass sie physisch auffindbar sind. Entscheidend sei vielmehr, dass sie in der meditativen Praxis oder dem Heilritual über die Vorstellung erfahrbar und wirksam werden könnten.